# David Alejandro Rojina
David Alejandro Rojina Reyes es un futbolista mexicano que juega de defensa. 
Ha vestido las camisetas de diversos clubs, entre los que se encuentra el Tiburones Rojos de Veracruz y Centro Cultural y Deportivo El Tanque Sisley. 

## Clubes
| Club                | País    | Año         |
| ------------------- | ------- | ----------- |
| Socio Águila        | México  | 2007 - 2009 |
| Bray Wanderers      | Irlanda | 2009        |
| Club Tijuana        | México  | 2010        |
| Veracruz            | México  | 2010        |
| CD El Tanque Sisley | Uruguay | 2010-       |